# Abbakka Chowta
La Rani Abbakka Chowta va ser la primera reina tuluva d'Ullal que va lluitar contra els portuguesos a la segona meitat del segle xvi. Pertanyia a la dinastia Chowta que governava parts de la costa de Karnataka (Tulu Nadu), a l'Índia, amb la capital a Puttige. La ciutat portuària d'Ullal servia com a capital subsidiària. Els portuguesos van fer diversos intents de capturar Ullal, ja que estava situat estratègicament. Però Abbakka va rebutjar cadascun dels seus atacs durant més de quatre dècades. Per la seva valentia, va ser coneguda com a Abhaya Rani (La reina sense por). També va ser una de les primeres índies que va combatre el colonialisme i, de vegades, és considerada com la "primera dona que lluità per la llibertat de l'Índia". A l'estat de Karnataka, se la recorda juntament amb Rani Kittur Chennamma, Keladi Chennamma i Onake Obavva, les dones guerreres i patriotes més importants.

## Primers anys de vida
Els chowtes van seguir el sistema d'herència matrilineal (Aliyasantana) de la comunitat Digambara Jain Bunt pel qual Tirumala Raya, l'oncle d'Abakka, la va coronar com a reina d'Ullal. També va forjar una aliança matrimonial per Abbakka amb Lakshmappa Arasa Bangaraja II, rei del principat de Banga a Mangalore. Aquesta aliança havia de ser posteriorment una font de preocupació per als portuguesos. Tirumala Raya també va formar Abbakka en els diferents aspectes de la guerra i l'estratègia militar. El matrimoni, però, va durar poc i Abbakka va tornar a Ullal. Per aquest motiu, seu marit anhelava la venjança contra Abbakka i posteriorment s'uniria als portuguesos en la seva lluita contra Abbakka.

## Antecedents històrics
Després de prendre el control de Goa, els portuguesos van dirigir la seva atenció cap al sud i al llarg de la costa. Van atacar per primera vegada la costa del sud de Kanara el 1525 i van destruir el port de Mangalore. Ullal era un port pròsper i un important centre de comerç d'espècies cap a Aràbia i altres països de l'oest. A causa de la seva prosperitat, els portuguesos, els holandesos i els britànics es disputaven entre ells per controlar la regió i les rutes comercials. No obstant això, no havien pogut avançar gaire, ja que la resistència dels caps locals era molt forta. Els governants locals fins i tot van forjar aliances que traspassaven les barreres de castes i religioses.
L'administració d'Abbakka estava ben representada pels jaïns, els hindús i els musulmans. La investigació històrica també revela que durant el seu govern al segle xvi, els homes de Beary servien com a mariners a la força naval. Rani Abbakka supervisà personalment la construcció d'una presa a Malali; nomenant bearys per a que treballéssin la pedra. El seu exèrcit també estava format per tropes de totes les sectes i castes. Fins i tot va forjar aliances amb els samorin de Calicut. Junts, van mantenir a ratlla els portuguesos. Els vincles matrimonials amb la veïna dinastia Banga van afegir més força a l'aliança dels governants locals. També va obtenir el suport del poderós rei Venkatappanayaka de Bidnur.

## Batalles contra els portuguesos
Els portuguesos, clarament molestos per les tàctiques d'Abbakka, li van exigir que els pagués un tribut, però Abbakka es va negar a cedir. Per aquest motiu, els portuguesos van enviar l'almirall Dom Álvaro da Silveira per combatre-la l'any 1555. En la batalla que va seguir, Rani Abbakka va mantenir la posició i va rebutjar l'atac amb èxit.
El 1557, els portuguesos van saquejar Mangalore i la van destruir. El 1568, van dirigir la seva atenció a Ullal, però Abbakka Rani els ho va impedir una altra vegada. Finalment, el virrei portuguès António Noronha envià una flota de soldats comandada pel general João Peixotovan. Van aconseguir capturar la ciutat d'Ullal i també van entrar a la cort reial, però Abbakka Rani va escapar i es va refugiar en una mesquita. Aquella mateixa nit, va reunir uns 200 soldats i va atacar els portuguesos. En la batalla que va seguir, el general Peixoto va ser assassinat, setanta soldats portuguesos van ser presos i molts dels portuguesos es van retirar. En altres atacs, Abbakka Rani i els seus partidaris van matar l'almirall Mascarenhas i els portuguesos també es van veure obligats a deixar la fortalesa de Mangalore.
Malgrat que els portuguesos no només van recuperar el fort de Mangalore, sinó que també van capturar Kundapurra (Basrur), Abbakka Rani va continuar sent una font d'amenaça constant. Amb l'ajut del marit separat de la reina, van llançar atacs contra Ullal. Van seguir furioses batalles, però no aconseguiren doblegar a Abbakka Rani. El 1570, va formar una aliança amb el sultà Bijapur d'Ahmed Nagar i els samorins de Calicut, que també s'enfrontaven als portuguesos. Kutty Pokar Markar, general dels samorins, va lluitar en nom d'Abbakka i va destruir la fortalesa portuguesa a Mangalore, però mentre tornava va ser assassinat pels portuguesos. Després d'aquestes pèrdues i de la traïció del seu marit, Abbakka va perdre la guerra, va ser arrestada i empresonada. No obstant això, fins i tot a la presó inicià una revolta i va morir lluitant.

## Folklore i llegenda
Segons els relats tradicionals, era una reina immensament popular i això també ho demostra el fet que encara avui forma part del folklore. La història de la reina s'ha reproduït de generació en generació a través de cançons populars i en el yakshagana, un tipus de teatre popular popular a la costa de Karnataka.
Al Daiva Kola, una dansa ritual local, la persona en trànsit relata les grans accions d'Abbakka Mahadevi, qui es presenta com amb un aspecte fosc i bell, sempre vestida amb roba senzilla com una plebeia.
Se la representa com una reina solidària que treballava fins ben entrada la nit dispensant justícia.
Les llegendes també afirmen que Abbakka va ser l'última persona coneguda que va utilitzar l'Agnivana (fletxa de foc) en la seva lluita contra els portuguesos. Alguns relats també afirmen que tenia dues filles igualment valentes que van lluitar al seu costat en les seves guerres contra els portuguesos.

## Memòria
El record d'Abbakka és especialment intens a la seva ciutat natal, Ullal. En aquesta ciutat, com a Bangalore, s'han erigit estàtues de bronze dedicades a ella.
El "Veera Rani Abbakka Utsava" és una celebració anual que se celebra en la seva memòria i on es concedeix el premi Veera Rani Abbakka Prashasti a dones que s'hagin distingit per diversos motius.
El 15 de gener de 2003, el departament postal indi va emetre un segell especial dedicat a Rani Abbakka. Cada vegada més veus demanen que es posi el seu nom a l'aeroport de Bajpe.
Amar Chitra Katha va publicar un llibre anomenat "Rani Abbakka: La reina que no coneixia la por".
L'Acadèmia Karnataka Itihasa ha demanat canviar el nom de la carretera Quee'ns Road ("carretera de la reina") de Bangalore a "carretera Rani Abbakka Devi".

## Vaixell patrulla de la classe Rani Abbakka
El vaixell de la Guàrdia Costanera Índia ICGS Rani Abbakka, el primer d'una sèrie de cinc vaixells de patrulla costaners (IPV) construïts per la companyia Hindustan Shipyard Ltd. Porta el nom d'Abbakka Mahadevi i fou encarregat a Visakhapatnam el 20 de gener de 2012.